# 예테 토르프
예테 토르프(덴마크어: Jette Torp, 결혼 이전의 성(姓): 안데르센(Andersen), 1964년 12월 16일 ~ )는 덴마크의 가수이다.